# Заградничек, Ян
Ян Заградничек (чеш. Jan Zahradníček; 17 января 1905[…], Мастник[…] — 7 октября 1960[…], Угржинов[…]) — чешский поэт. Является наиболее значительным чешским поэтом в католическом направлении.

## Биография
Ян Заградничек родился 17 февраля 1905 года в селе Мастник (близ Тршебича) в семье крестьянина. В детстве получил травму, упав на бороны, в результате чего навсегда остался изувеченным. Эта травма существенно повлияла на формирование его характера в дальнейшем, когда он уехал в Прагу. Учился в Пражском университете по классу литературы у Франтишека Ксавера Салды и Вацлава Тилле. В Праге Заградничек впервые начал публиковать стихи на христианскую тему. В 1930 году был опубликован его сборник «Искушение смерти» («Pokušení smrti»), который имел успех в кругу поэтов и писателей. В течение нескольких лет были написаны книги «Возвращение», «Журавли», «Жаждущее лето» и «Приветствие Солнцу».
В 1940—1948 годах Заградничек был редактором журнала Akord Revue в Брно. Во время Второй мировой войны писал патриотические стихи, были напечатаны сборники «Знамёна», «Под любовным кнутом» и «Святой Вацлав». После войны Заградничек женился и родил двух детей.
В июне 1951 года был арестован в связи с противокатолической кампанией коммунистов и приговорён к тридцати годам заключения. Осенью 1955 года вся семья Заградничека отравилась грибами, в результате чего две его дочки умерли, жена и сын выжили. Его освободили досрочно, но сразу после похорон дочерей снова арестовали, чтобы он отсидел ещё четыре года до амнистии 1960 года. Он вышел немного раньше из-за плохого здоровья и через несколько месяцев скончался (10 октября 1960 года). До смерти Заградничек успел записать два сборника, которые сочинил в тюрьме. Они были опубликованы в 1968 году.